# Kissamey
Kissamey  ist ein Ort und ein Arrondissement im Département Atakora in Benin. Es ist eine Verwaltungseinheit, die der Gerichtsbarkeit der Kommune Aplahoué untersteht. Gemäß der Volkszählung von 2013 hatte Kissamey 27.692 Einwohner, davon waren 12.462 männlich und 15.230 weiblich.
Der Ort liegt nordöstlich von Aplahoué an der RNIE4, die im weiteren Straßenverlauf in die Kommune Klouékanmè und die Stadt Adjanhonmè führt.